# Duren (Jatiroto)
Duren is een bestuurslaag in het regentschap Wonogiri van de provincie Midden-Java, Indonesië. Duren telt 1914 inwoners (volkstelling 2010).